# Mount Indefatigable
Mount Indefatigable är ett berg i Kanada.   Det ligger i provinsen Alberta, i den södra delen av landet, 3 000 km väster om huvudstaden Ottawa. Toppen på Mount Indefatigable är 2 670 meter över havet. Mount Indefatigable ingår i Spray Mountains.
Terrängen runt Mount Indefatigable är varierad.Trakten runt Mount Indefatigable är nära nog obefolkad, med mindre än två invånare per kvadratkilometer.. Det finns inga samhällen i närheten. 
I omgivningarna runt Mount Indefatigable växer i huvudsak barrskog.